# Hjärtlanda distrikt
Hjärtlanda distrikt är ett distrikt i Sävsjö kommun och Jönköpings län. 
Distriktet ligger söder om Sävsjö.

## Tidigare administrativ tillhörighet
Distriktet inrättades 2016 och utgörs av en del av området som Sävsjö stad omfattade till 1971, delen som före 1952 utgjorde socknen Hjärtlanda.
Området motsvarar den omfattning Hjärtlanda församling hade vid årsskiftet 1999/2000.